# Golferenzo
Golferenzo – miejscowość i gmina we Włoszech, w regionie Lombardia, w prowincji Pawia.
Według danych na rok 2004 gminę zamieszkiwały 233 osoby, 58,2 os./km².